# Cuartel de San Fernando (Pontevedra)
El antiguo Cuartel de San Fernando de Pontevedra, es un gran edificio neoclásico de principios del siglo XX situado en el centro de la ciudad de Pontevedra, frente a los jardines del Doctor Marescot y muy cerca de la Alameda de Pontevedra.

## Historia

### La Real Maestranza
La Real Casa de la Maestranza (antecesora del actual cuartel de San Fernando) fue construida por Íñigo Melchor Fernández de Velasco, Condestable de Castilla y León y Capitán General de Galicia entre 1665 y 1668. Se levantó con piedra procedente del derribo de las casas del barrio de A Moureira, que habían quedado abandonadas a finales del siglo anterior. Se trataba de un edificio de una sola planta con cuatro alas y un gran patio central, cuya función inicial fue albergar a los soldados en tránsito durante la guerra con Portugal (1640-1668).
Durante la Guerra de la Cuádruple Alianza, tras el apoyo de la Corona a los jacobitas, la invasión inglesa de 1719 dirigida por el general de brigada Honywood arruinó el edificio, que en aquella época se utilizaba como almacén de armas antiguas, granadas, bombas, pólvora y artillería fundida. Tras la invasión y capitulación de Pontevedra el 25 de octubre de 1719 se realizaron pequeñas obras de consolidación, como la reparación de los tejados. El edificio quedó tan dañado que los soldados tuvieron que ser alojados en diferentes cuarteles de la ciudad.

### El segundo cuartel
El ayuntamiento de Pontevedra solicitó a la monarquía borbónica la reconstrucción de la Real Maestranza. Los trámites para la reconstrucción del cuartel se iniciaron con la orden del intendente Francisco Salvador de Pineda, para alojar en la ciudad un escuadrón de caballería del Regimiento de Montesa. El ministro de la Guerra, duque de Montemar, ordenó al ingeniero militar Antonio Flobert la elaboración de los planos del nuevo edificio (conservados en el Archivo General de Simancas, en la provincia de Valladolid).
La Real Maestranza comenzó a reconstruirse en el año 1738. La construcción diseñada por Antonio Flobert aprovechó los muros del anterior cuartel y la heráldica. El cuartel recibió el nombre de Santo Domingo y posteriormente fue reformado y ampliado. En 1790, el cuartel sirvió de hospital para los inválidos del ejército. Desde finales del siglo XVIII, el Regimiento de Infantería de la Princesa tuvo su base en este cuartel. En 1807 estaba dirigido por el Conde de San Román.  Fue utilizado como fábrica de armas durante la Guerra de la Independencia Española.
El cuartel fue conocido también como Cuartel de Caballería y Cuartel de la Ciudad de Pontevedra hasta el siglo XIX, en que recibió el actual nombre de Cuartel de San Fernando. En 1831, el Ayuntamiento de Pontevedra cedió la propiedad del cuartel al Tesoro Militar, que reconstruyó su fachada y lo convirtió en cuartel de Infantería. En 1860, el Cuartel de San Fernando fue ampliado con la construcción de un segundo cuerpo, lo que modificó su estructura y reforzó su presencia arquitectónica.

### El actual cuartel de San Fernando

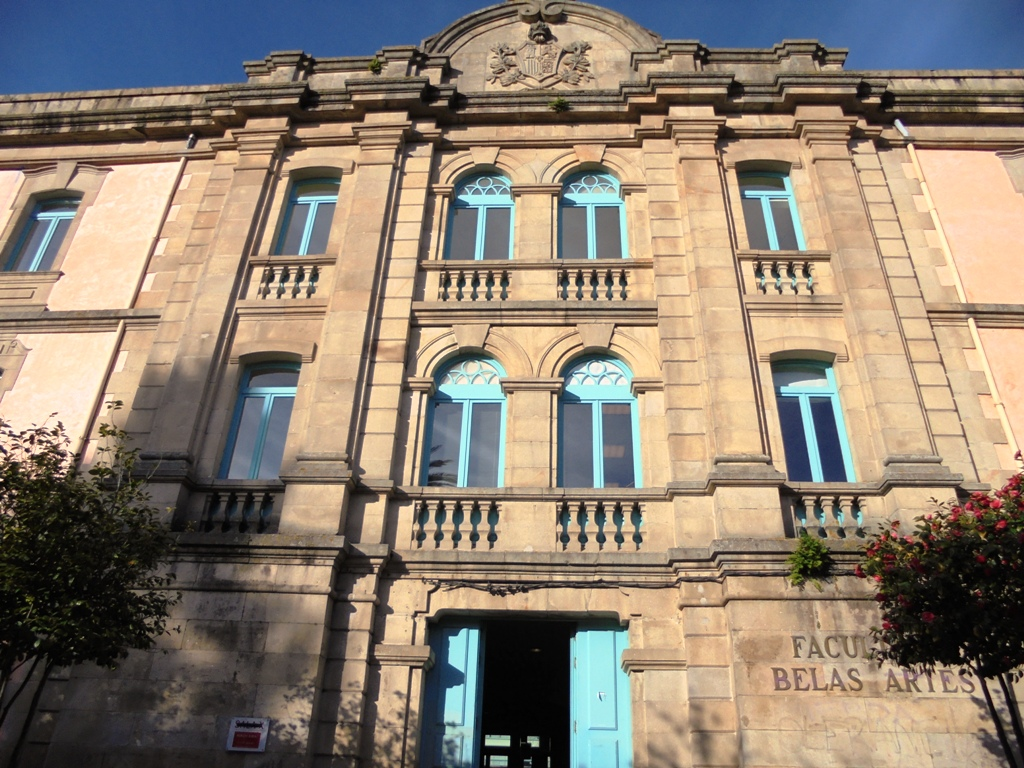
Entrada principal del antiguo cuartel.

En el último tercio del siglo XIX, el cuartel se encontraba en un estado bastante ruinoso y se decidió demolerlo para construir un nuevo edificio que albergase una guarnición más numerosa. En 1889, el ayuntamiento solicitó una subvención estatal de 200.000 pesetas para la construcción de un tercer cuartel, pero no fue hasta finales del siglo XIX cuando el gobierno accedió al proyecto a través del marqués de Riestra, José Riestra López, que adelantó 15.000 pesetas. El nuevo edificio fue diseñado en 1900 por el ingeniero militar Bonifacio Menéndez Conde que mantuvo una estructura similar a la del cuartel anterior, aunque se aumentó la altura y se amplió el perímetro.
En septiembre de 1903 se anunció la construcción del nuevo cuartel y la obra salió a subasta por 800.000 pesetas gracias a las gestiones del ministro de Hacienda Augusto González Besada. El antiguo cuartel fue desalojado en abril de 1904. El 1 de julio de 1905, el Ministerio de la Guerra publicó en la Gaceta de Madrid la convocatoria de subasta pública para la demolición, explanación de los terrenos y construcción del nuevo cuartel de San Fernando de Pontevedra, que estaba prevista para el 10 de agosto. A principios de septiembre de 1905, se encargaron las obras al contratista de la ciudad, Manuel Vázquez Gil. El 14 de diciembre de ese mismo año, los ingenieros militares encargados de las obras acudieron a la ciudad para realizar el trazado de planta del cuartel.
En febrero de 1906 comenzaron las obras de cantería del nuevo cuartel. En octubre de 1908 se encargó la inspección de las obras al ingeniero Bonifacio Menéndez-Conde Riego y en noviembre fueron supervisadas in situ por Menéndez Conde y su superior Félix Casuso Solano.
Las obras del cuartel de San Fernando duraron 3 años y finalizaron en marzo de 1909. El cuartel costó más de 600.000 pesetas y fue entregado a las autoridades militares en un acto celebrado el 14 de agosto de 1909. El 21 de agosto comenzó el traslado de las oficinas al nuevo cuartel. En septiembre se aprobó el proyecto de abastecimiento de agua, cuya instalación fue inspeccionada por Daniel de la Sota, y en octubre de 1909 se consignó el presupuesto para este fin.
Frente a la fachada del nuevo cuartel se rediseñó el Campo del Conde de la Peña del Moro, añadiendo árboles y jardines y una calle a la entrada del cuartel. La calle transversal de la Maestranza también fue rediseñada en 1911, con el nombre de calle General Martitegui, tras el derribo de algunas casas. En el siglo XX, entre sus funciones militares, el cuartel albergó a la Compañía nº 83 de la Policía Militar y a la Unidad de Parques y Garajes.
El abandono definitivo del cuartel por parte de los miembros de las Fuerzas Armadas tuvo lugar el 15 de diciembre de 1992 en un acto protocolario militar celebrado en el patio interior del edificio, en presencia de todas las autoridades de la ciudad. El inmueble fue entregado al Ayuntamiento de Pontevedra, que lo cedió a la Facultad de Bellas Artes de Galicia. El proyecto de rehabilitación fue encargado al arquitecto César Portela Fernández-Jardón. La remodelación fue compleja ya que transformó un cuartel en un espacio abierto y luminoso para la enseñanza artística. Durante el proceso de rehabilitación se incorporó la calle Maestranza como calle con plataforma peatonal de acceso al edificio.
Entre diciembre de 1994 y enero de 1995 finalizó la reforma del edificio destinado a albergar la Facultad de Bellas Artes. En 1994 comenzó a instalarse allí la Facultad de Bellas Artes de Pontevedra, creada en 1990.

## Descripción
Se trata de un gran edificio rectangular de estilo neoclásico. Tiene planta baja y dos pisos, con ventanas rectangulares, antepechos de balcones y dinteles formando orejeras, típicas del siglo XIX en Pontevedra.

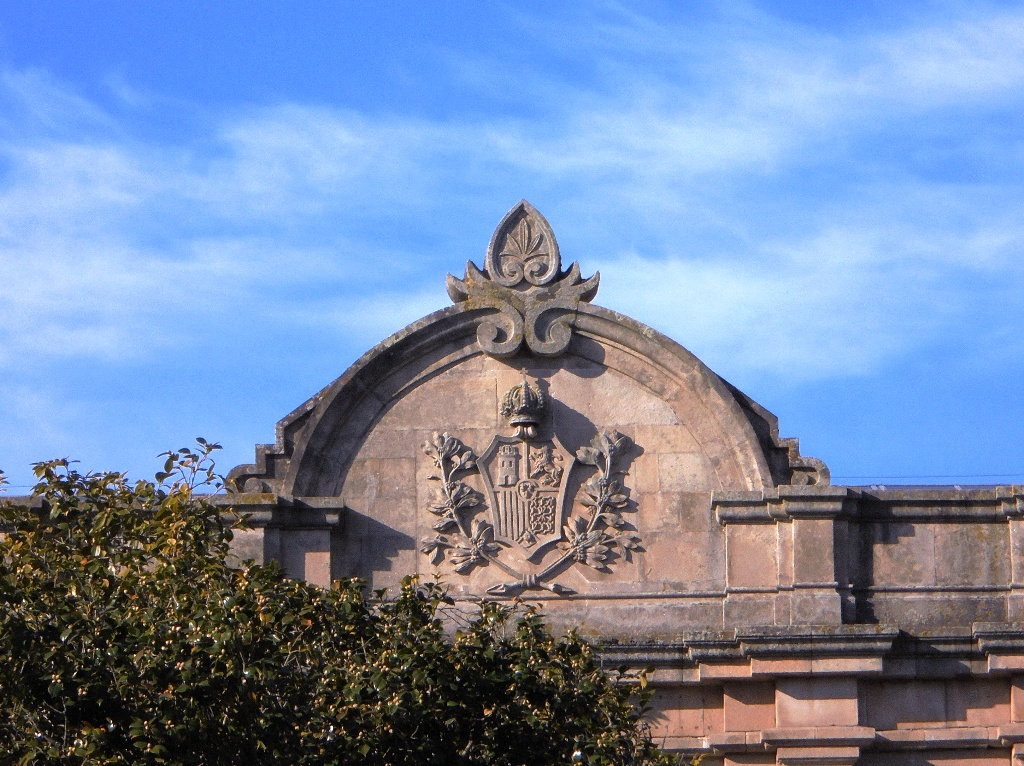
Escudo de armas de España en la parte superior del antiguo cuartel

El cuerpo central de la fachada, que determina el carácter institucional del edificio y donde se encuentra la puerta de entrada, el zócalo, los antepechos de los balcones, los dinteles de ventanas y puertas, las pilastras y cornisas son de granito y el resto del muro de mampostería. La fachada está coronada en su parte superior por un frontón circular rematado por una forma vegetal (originalmente utilizada para sostener la bandera), sobre la que se encuentra el escudo de España, también en granito. Destaca la total simetría y continuidad de las múltiples ventanas a lo largo de las fachadas, creando un interior luminoso. En la fachada oriental y en el gran patio de armas central, los marcos de las ventanas de piedra son sencillos y sin decoración.
Durante la renovación exterior de la fachada en 1994,  se recuperó el enlucido de los muros en los que la mampostería era visible y se le aplicó el color guayaba. En el transcurso de esta reforma, el arquitecto César Portela también optó por el color verde para las ventanas y las puertas.
En el interior del edificio destaca el gran patio central, un patio de armas originalmente de 84 metros de largo y 40 de ancho. Tras la remodelación de 1995, el patio se transformó en claustro y jardín con álamos, tamarindos y vegetación baja, conservando su carácter de espacio central. Se le dotó de un cuerpo perimetral de circulación en forma de galería acristalada y se introdujo en el interior una construcción cúbica, también de cristal, que alberga los amplios y flexibles talleres de escultura, dibujo y pintura. También se creó una nueva planta bajo el tejado del edificio existente para albergar la biblioteca, un centro de documentación e información y otros talleres, todos ellos con iluminación cenital.

## Galería de imágenes

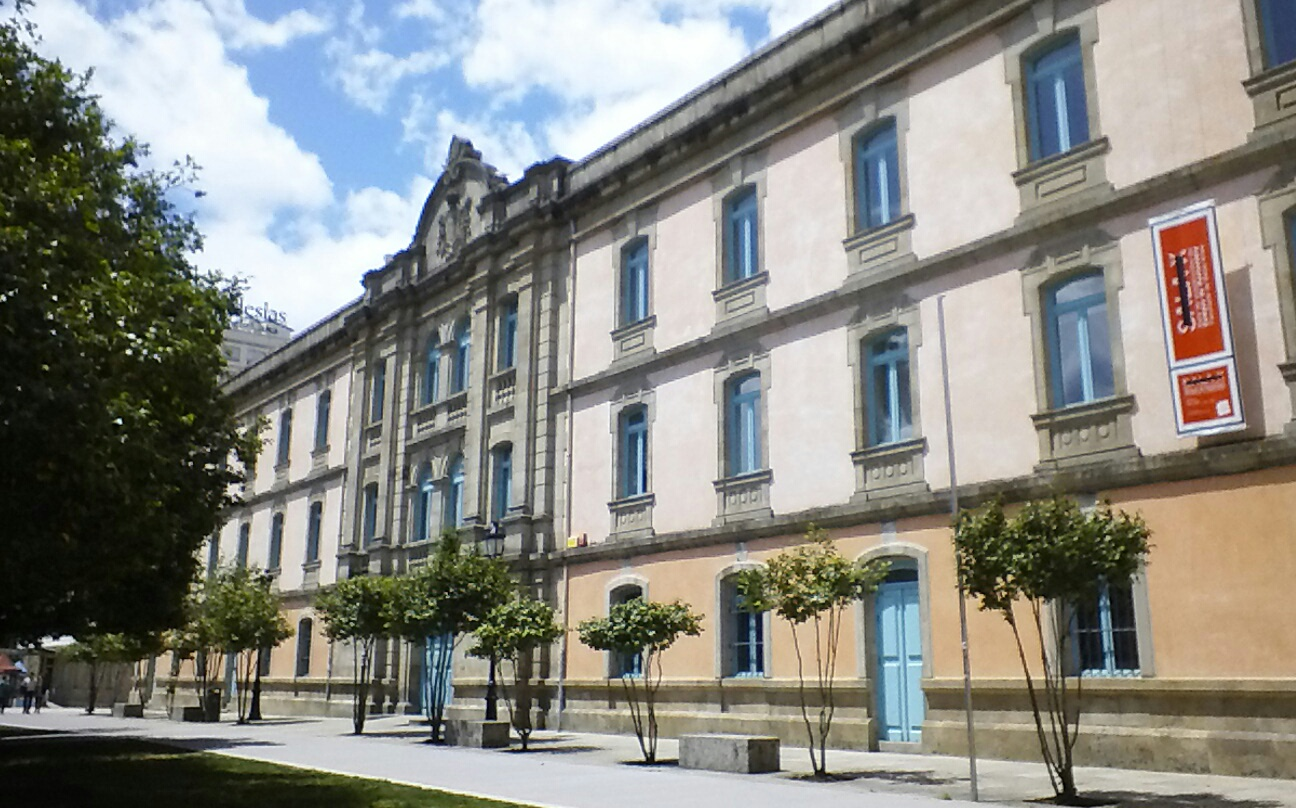
Fachada principal
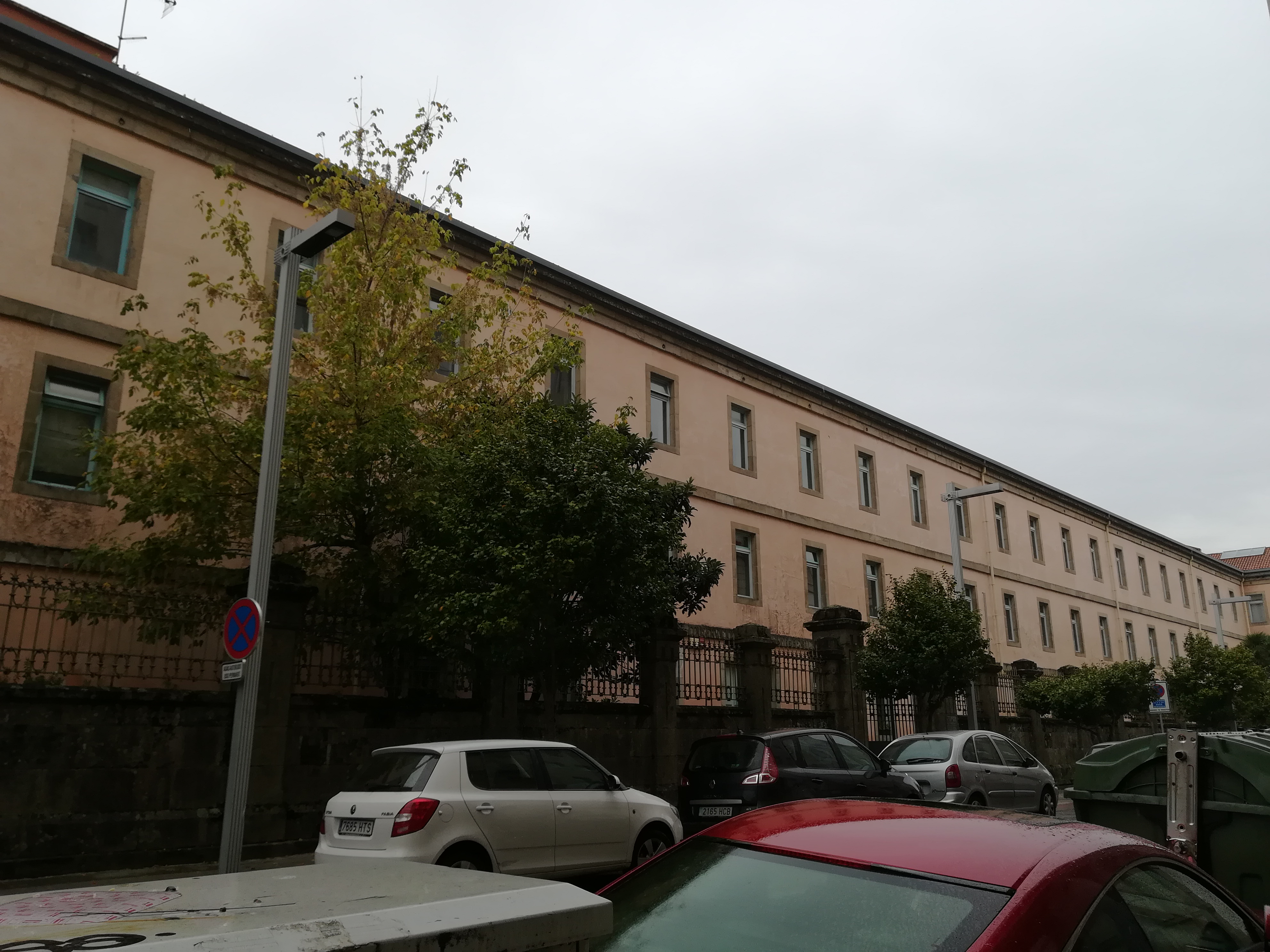
Fachada lateral este
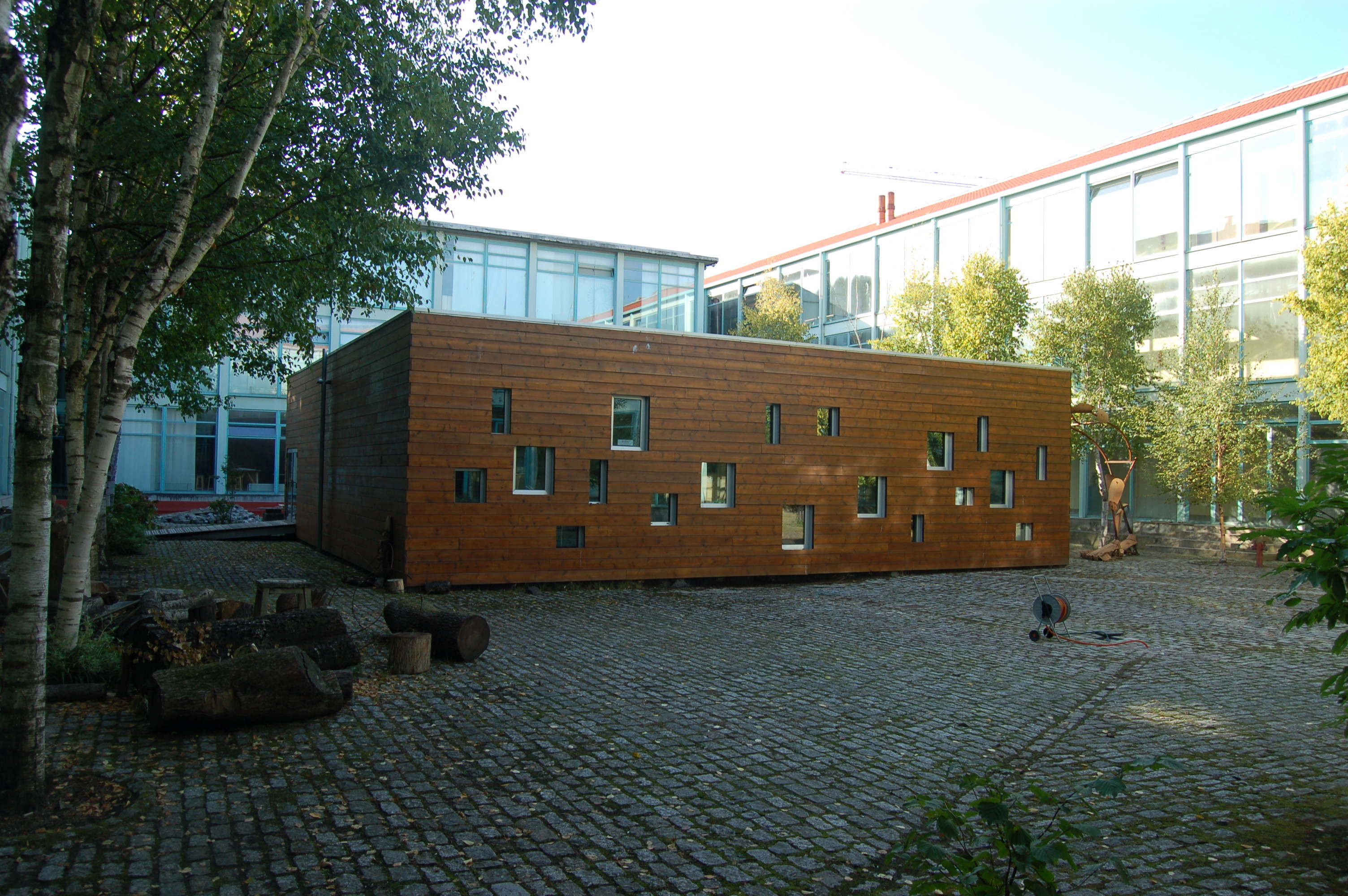
Antiguo patio de armas
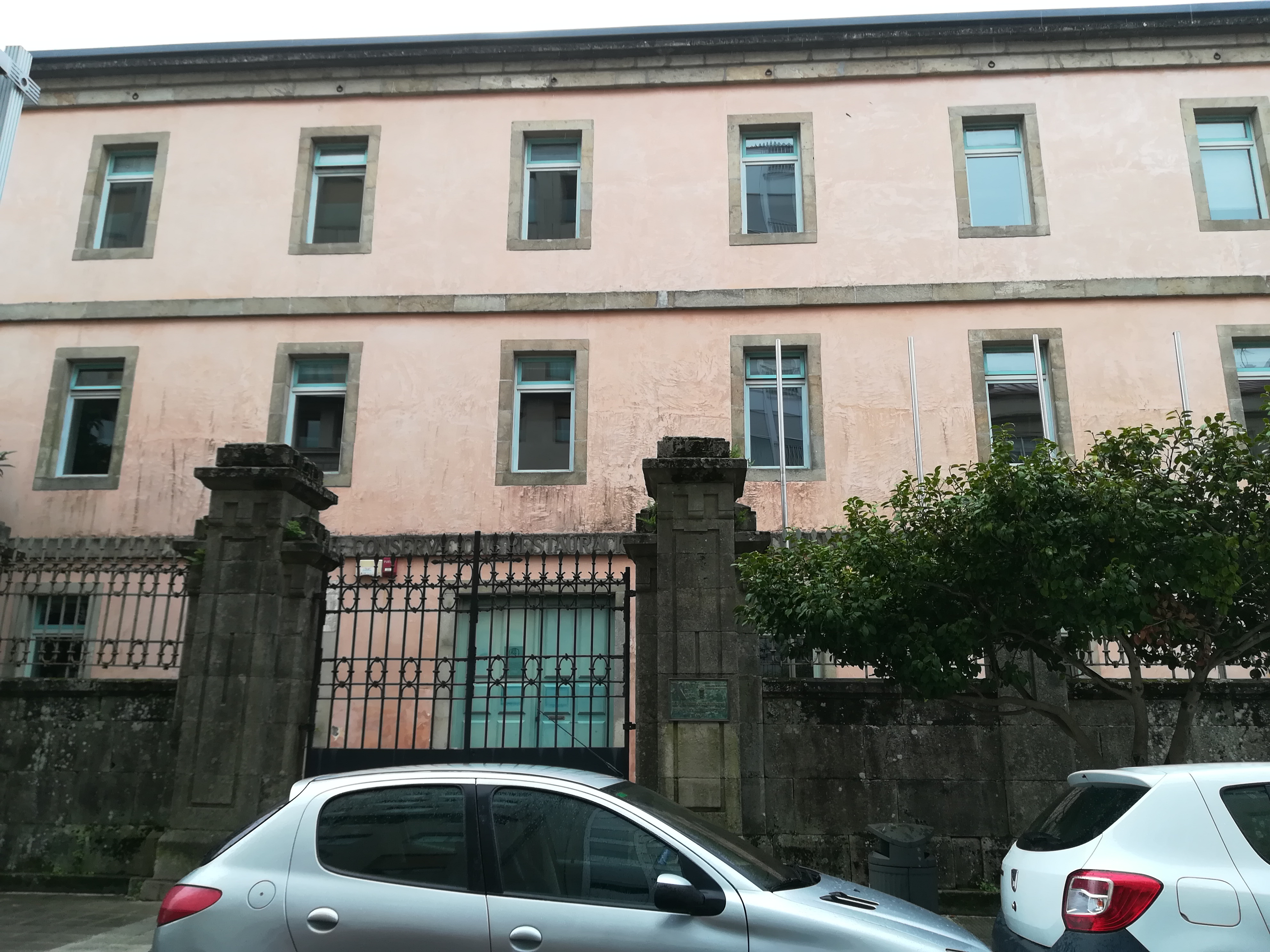
Fachada lateral
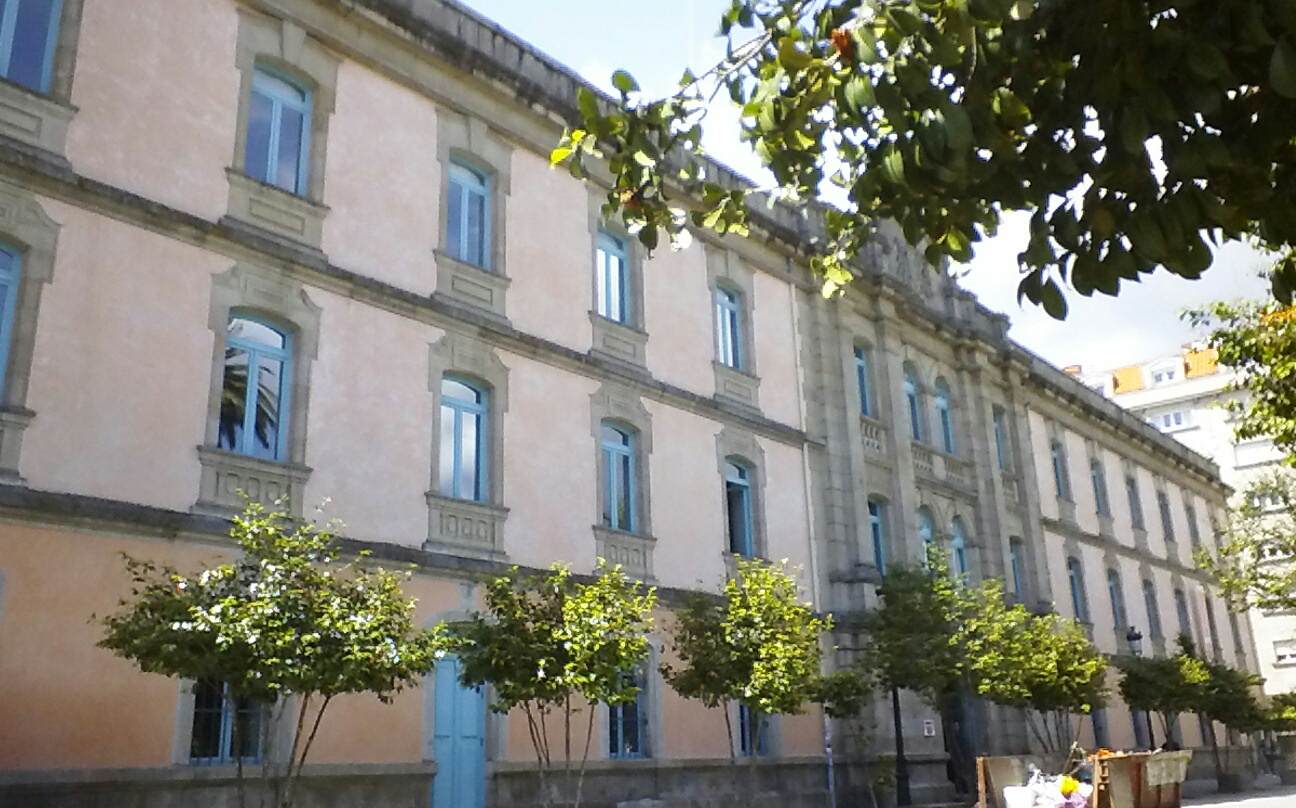
Fachada delante de los jardines de Marescot